# Josef Berze
Josef Berze (ur. 18 grudnia 1866 w Wiedniu, zm. 20 grudnia 1958 tamże) – austriacki lekarz psychiatra.

## Życiorys
Ukończył studia medyczne na Uniwersytecie Wiedeńskim w 1891 roku. Od 1891 praktykował w zakładach psychiatrycznych Dolnej Austrii. W 1912 został dyrektorem zakładu psychiatrycznego w Klosterneuburgu, od 1919 kierował szpitalem Am Steinhof w Wiedniu. W 1912 roku habilitował się, w 1921 został profesorem tytularnym. Żonaty z Helene Haas. Mieszkał pod adresem Börsegasse 10.

## Dorobek naukowy
Zajmował się przede wszystkim schizofrenią, był autorem koncepcji „hipotonii świadomości”. Berze proponował, że podstawowym objawem schizofrenii jest zmiana świadomości pacjenta, zmniejszona jasność i afektywność samoświadomości. Tym samym był jednym z pierwszych psychiatrów doceniających wagę objawów negatywnych w schizofrenii.

## Wybrane prace
Monografie
- Über das Verhältnis des geistigen Inventars zur Zurechnungs- und Geschäftsfähigkeit. Juristisch-psychiatrische Grenzfragen, zwanglose Abhandlungen Band 6 Hefte 5 & 6. Halle a. S.: Carl Marhold Verlagsbuchhandlung, 1908.
- Die hereditären Beziehungen der Dementia Praecox. Beitrag zur Hereditätslehre. Leipzig und Wien: Deuticke, 1910.
- Die primäre Insuffizienz der Psychischen Aktivität. Ihr Wesen, ihre Erscheinungen ud ihre Bedeutung als Grundstörung der Dementia Praecox und der Hypophrenien überhaupt. Leipzig u. Wien: Deuticke, 1914.
- Berze J., Gruhle H.W. Psychologie der Schizophrenie. Berlin: J. Springer, 1929.

Artykuły
- Ueber moralische Defectzustände. Jahrbücher für Psychiatrie und Neurologie 15, ss. 62-115, 1896
- Ueber das Bewusstsein der Hallucinirenden. Jahrbücher für Psychiatrie und Neurologie 16, ss. 285-331, 1897
- Ueber Beschäftigung der Geisteskranken in der Irrenanstalt. Wiener medizinische Wochenschrift 48, ss. 1263; 1308; 1369; 1413 (1898)
- Unbewusste Bewegungen und Strafrecht: kriminalpsychologische Studie. Arch. f. Krim.-Anthrop. u. Kriminalist. 1, ss. 93-107, 1898/99)
- Zur Lehre von der Pathogenese der epileptiformen paralytischen Anfälle. Wien. med. Wchnschr. 49, ss. 112; 163; 219, 1899
- Gehören gemeingefährliche Minderwertige in die Irrenanstalt. Wiener medizinische Wochenschrift 51, ss. 1252-1256, 1901
- Der Fall Nespor. Wiener medizinische Wochenschrift 54, ss. 1257, 1904
- Ueber Verwendung des Syrupus kolæ compositus, Hell, bei psychopathischen Zuständen. Med. Bl. 26, ss. 255-257, 1904
- Zur Frage der partiellen Unzurechnungsfähigkeit. Monatsschrift für Kriminalpsychologie und Strafrechtsreform 1, ss. 205-218, 1905
- Beiträge zur psychiatrischen Erblichkeitsund Konstitutionsforschung; allgemeiner Teil. Zeitschrift für die gesamte Neurologie und Psychiatrie 87, ss. 94-166, 1923
- Zur Frage der Lokalisation psychischer Vorgänge. Arch. Psychiat. 71, ss. 546-80, 1924
- Psychologie der schizophrenen Prozess- und der schizophrenen Defektsymptome. Wien. med. Wschr. 79, ss. 139; 174, 1929
- Störungen des psychischen Antriebes. „Zeitschrift für die gesamte Neurologie und Psychiatrie”. 142 (1), s. 720–773, 1932. DOI: 10.1007/BF02866162.
- Meynert und die Schizophrenie. „Zeitschrift für die gesamte Neurologie und Psychiatrie”. 154 (1), s. 265–274, 1935. DOI: 10.1007/BF02865798.
- Forensisches zu den Schizoiden. Wiener klinische Wochenschrift 51, ss. 606-609, 1938.

## Literatura dodatkowa
- Josef Berze (1866–1958), [w:] Henning Sass (red.), Anthology of German Psychiatric Texts, Blackwell Publishing Ltd., 2007, s. 295–332, DOI: 10.1002/9780470684351.ch9, ISBN 978-0-470-68435-1.